# Isoleon pumilio
Isoleon pumilio är en insektsart som först beskrevs av František Klapálek 1914.  Isoleon pumilio ingår i släktet Isoleon och familjen myrlejonsländor. Inga underarter finns listade i Catalogue of Life.